# Biała Olecka
Biała Olecka (deutsch Billstein, bis 1903 Bialla) ist ein Ort in der polnischen Woiwodschaft Ermland-Masuren. Er gehört zur Stadt-und-Land-Gemeinde Olecko (Marggrabowa, umgangssprachlich auch Oletzko, 1928–1945 Treuburg) im Powiat Olecki (Kreis Oletzko, 1933–1945 Kreis Treuburg).

## Geographische Lage
Biała Olecka liegt am Jezioro Białe im Osten der Woiwodschaft Ermland-Masuren, zehn Kilometer nördlich der Kreisstadt Olecko.

## Geschichte
Der kleine seinerzeit Alt Bialla, bis 1903 Bialla genannte Ort wurde im Jahre 1562 gegründet, als Herzog Albrecht das Land an den Ritter Georg von Diebes verlieh. Der Ort war geprägt durch ein großes Gut, das unterschiedliche Besitzer hatte. Es umfasste zuletzt 600 Hektar, davon 325 Hektar Acker und 100 Hektar Wald.
Am 27. Mai 1874 wurde Bialla Amtsdorf und namensgebend für einen Amtsbezirk, der bis 1945 bestand und – 1903 in Amtsbezirk Billstein umbenannt – zum Kreis Oletzko (1933–1945 Kreis Treuburg) im Regierungsbezirk Gumbinnen der preußischen Provinz Ostpreußen gehörte.

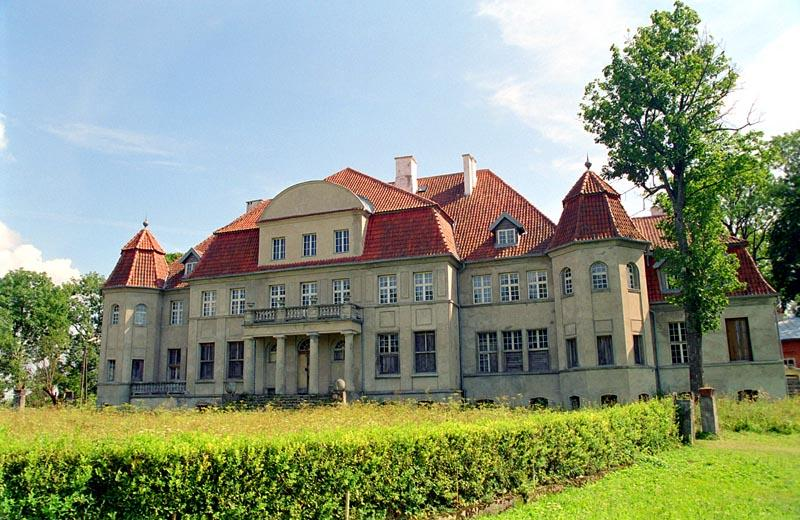
Das einstige Gutshaus von Billstein in Biała Olecka

Am 19. Januar 1903 wurde Bialla in Billstein umbenannt. 195 Einwohner zählte der Ort im Jahre 1910.
Aufgrund der Bestimmungen des Versailler Vertrags stimmte die Bevölkerung im Abstimmungsgebiet Allenstein, zu dem Billstein gehörte, am 11. Juli 1920 über die weitere staatliche Zugehörigkeit zu Ostpreußen (und damit zu Deutschland) oder den Anschluss an Polen ab. In Billstein stimmten 100 Einwohner für den Verbleib bei Ostpreußen, auf Polen entfiel keine Stimme.
Am 30. September 1928 verlor der Gutsbezirk Billstein seine Eigenständigkeit und wurde zusammen mit dem Nachbarort Lehnarten (polnisch Lenarty) in die Landgemeinde Judzicken (1929–1945 Wiesenhöhe, polnisch Judziki) eingegliedert.
Der neobarocke Landsitz entstand am Anfang des 20. Jahrhunderts und war großzügig mit Räumen, meist kunstvoll verziert an Wänden und Decken, ausgestattet. Im Park stand ein japanisches Teehaus. Im Ersten Weltkrieg fiel das Haus den Kriegshandlungen zum Opfer, wurde aber bald nahezu originalgetreu wieder aufgebaut. Der letzte Gutsbesitzer, Leo Brodowski, überließ das Haus in der NS-Zeit der Hitlerjugend für ihre Schulungen.
In Kriegsfolge kam Billstein 1945 mit dem gesamten südlichen Ostpreußen zu Polen und trägt seitdem die polnische Namensform Biała Olecka. Heute ist der Ort in das Schulzenamt (polnisch sołectwo) Lenarty (Lehnarten) einbezogen und ist damit eine Ortschaft im Verbund der Stadt-und-Land-Gemeinde Olecko (Marggrabowa, 1928–1945 Treuburg) im Powiat Olecki (Kreis Oletzko, 1933–1945 Kreis Treuburg), bis 1998 der Woiwodschaft Suwałki, seitdem der Woiwodschaft Ermland-Masuren zugehörig.
Ein staatlicher Betrieb nutzte den Landsitz nach 1945 als Büro und auch Wohnraum. Er verfiel jedoch, wurde verlassen und brannte in den 1980er Jahren aus. In den 1990er Jahren wurde die Ruine von einem Privatmann erworben mit der Absicht eines Wiederaufbaus.

### Amtsbezirk Bialla/Billstein (1874–1945)
Der Amtsbezirk Bialla resp. Billstein umfasste anfangs sieben Dörfer, am Ende waren es aufgrund struktureller Veränderungen nur noch zwei:
| Name                        | Änderungsname (1938 bis 1945) | Polnischer Name | Bemerkungen                                |
| --------------------------- | ----------------------------- | --------------- | ------------------------------------------ |
| Billstein (bis 1903 Bialla) |                               | Biała Olecka    | 1928 nach Judzicken eingemeindet           |
| Buttken                     |                               | Budki           |                                            |
| Drosdowen (Dorf)            |                               |                 | vor 1908 nach Drosdowen (Gut) eingemeindet |
| Drosdowen (Gut)             | (ab 1934) Drosten             | Drozdowo        | 1928 nach Buttken eingemeindet             |
| Judzicken                   | (ab 1929) Wiesenhöhe          | Judziki         |                                            |
| Lehnarten                   |                               | Lenarty         | 1928 nach Judzicken eingemeindet           |
| Salzwedel                   |                               | Drozdówko       | 1928 nach Buttken eingemeindet             |

Am 1. Januar 1945 gehörten lediglich noch Buttken und Salzwedel zum Amtsbezirk Billstein.

## Religionen
Bialla waren bis 1945 in die evangelische Pfarrei Mierunsken/Eichhorn (hier: Pfarrsprengel Mierunsken) in der Kirchenprovinz Ostpreußen der Evangelischen Kirche der Altpreußischen Union und in die katholische Pfarrei Marggrabowa im Bistum Ermland eingepfarrt.
Heute gehören die katholischen Einwohner Biała Oleckas zur Pfarrei in Judziki im Bistum Ełk (deutsch Lyck) der Römisch-katholischen Kirche in Polen. Die evangelischen Kirchenglieder orientieren sich zur Pfarrei in Suwałki mit der Filialkirche in Gołdap innerhalb der Diözese Masuren der Evangelisch-Augsburgischen Kirche in Polen.

## Verkehr
Biała Olecka liegt ein wenig abseits vom Verkehrsgeschehen und ist von Lenarty (Lehnarten) aus über eine Nebenstraße zu erreichen. Eine Bahnanbindung besteht nicht mehr. Bis 1945 war Bialla / Billstein selbst Bahnstation an der Bahnstrecke Marggrabowa-Garbassen (polnisch Olecko–Garbas Drugi) der Oletzkoer (Treuburger) Kleinbahnen, deren Betrieb in Kriegsfolge eingestellt wurde.